# Robert Folk
Robert Folk (New York, 5 marzo 1949) è un direttore d'orchestra e compositore statunitense di colonne sonore televisive e cinematografiche.

## Biografia
Robert Folk è laureato ed ex membro della facoltà della Juilliard School di New York City. Da quando ha completato il suo dottorato, Mr. Folk ha composto e diretto le colonne sonore di oltre 70 film. Tra i suoi numerosi titoli ricordiamo Ace Ventura - Missione Africa , Nothing to Lose , Tremors (non accreditato), La storia infinita 2, Toy Soldiers , Scuola di polizia , Kung Pow! Enter the Fist , Boat Trip , Back in the Day , American Pie: Band Camp e, più recentemente, Van Wilder 2 e Vivaldi.
Folk ha lavorato con molti grandi cineasti tra cui Steve Oedekerk, George Gallo, Dan Petrie Jr., Gary Sinise, Hugh Wilson, Jonathan Betuel, Don Bluth, Jon Davison, Gary Goldman, Steve Rash, David Permut, Andy Hurst, Gene Quintano, Roger Birnbaum, Ron Underwood, Mark Burg, Thom Mount, Paul Maslansky, Michael Caleo, George Miller, Fred Zollo, Marty Bregman, Gale Anne Hurd, Marco Weber, Ringo Lam, James Robinson, Richard Williams, Jake Eberts e Gary Barber, per nominare alcune.
Folk ha anche composto e diretto numerose opere concertistiche tra cui composizioni di musica sinfonica, vocale e da camera. Il suo balletto “To Dream Of Roses”, composto per la Osaka Worlds Fair, è stato registrato dalla London Symphony Orchestra. Folk è membro dell'Accademia delle Arti e delle scienze cinematografiche e dell'American Society of Composers, Autori ed editori.
È un prolifico cantautore e produttore e ha diretto molte importanti orchestre internazionali tra cui: The London Symphony Orchestra , The Royal Philharmonic Orchestra, The Berlin Radio Orchestra, The Munich Symphony, The Dublin Symphony Orchestra, The Moscow Symphony Orchestra e London Sinfonia.

## Filmografia parziale
- Scuola di polizia, regia di Hugh Wilson (1984)
- Dimensione inferno, regia di Sidney J. Furie (1984)
- Bachelor Party - Addio al celibato, regia di Neal Israel (1984)
- Scuola di polizia 2 - Prima missione, regia di Jerry Paris (1985)
- Scuola di polizia 3 - Tutto da rifare, regia di Jerry Paris (1986)
- L'aereo più pazzo del mondo 3, regia di Ken Blancato (1986)
- Scuola di polizia 4 - Cittadini in... guardia, regia di Jim Drake (1987)
- Playboy in prova, regia di Steve Rash (1987)
- Scuola di polizia 5 - Destinazione Miami, regia di Alan Myerson (1988)
- Gli irriducibili, regia di Gary Sinise (1988)
- Strega per un giorno, regia di Larry Cohen (1989)
- Scuola di polizia 6 - La città è assediata, regia di Peter Bonerz (1989)
- Nella buona e nella cattiva sorte, regia di Gene Quintano (1989)
- La storia infinita 2, regia di George Trumbull Miller (1990)
- Scuola di eroi, regia di Daniel Petrie Jr. (1991)
- Kaan principe guerriero 2,regia di Sylvio Tabet (1991)
- Eddy e la banda del sole luminoso- film d'animazione, regia di Don Bluth e Dan Kuenster (1991)
- Palle in canna, regia di Gene Quintano (1993)
- The Thief and the Cobbler - film d'animazione, regia di Richard Williams (1993)
- Scuola di polizia - Missione a Mosca, regia di Alan Metter (1994)
- Le avventure di Stanley - film d'animazione, regia di Don Bluth e Gary Goldman (1994)
- Bufera in Paradiso, regia di George Gallo (1994)
- Ace Ventura - Missione Africa, regia di Steve Oedekerk (1995)
- T-Rex - Il mio amico Dino, regia di Jonathan Betuel (1995)
- Il tagliaerbe 2 - The Cyberspace, regia di Farhad Mann (1996)
- Maximum Risk, regia di Ringo Lam (1996)
- Niente da perdere, regia di Steve Oedekerk (1997)
- Major League - La grande sfida, regia di John Warren (1998)
- Kung Pow, regia di Steve Oedekerk (2002)
- Boat Trip, regia di Mort Nathan (2002)
- Maial College 2, regia di Mort Nathan (2006)
- Elephant White, regia di Prachya Pinkaew (2011)
- There Be Dragons - Un santo nella tempesta, regia di Roland Joffé (2011)

### Televisione
- California - serie TV, 2 episodi (1982-1983)
- Cuore e batticuore - serie TV, 4 episodi (1982-1983)
- Falcon Crest - serie TV, 2 episodi (1983-1984)
- Nel regno delle fiabe - serie TV, 3 episodi (1984-1987)
- Ai confini della realtà - serie TV, 2 episodi (1986)

## Premi
- ASCAP Award - vinto nel 1996 per Ace Ventura - Missione Africa